# Fölzalm
Die Fölzalm ist eine Alm in der Hochschwabgruppe im österreichischen Bundesland Steiermark. 

## Naturraum
Die Fölzalm ist ein auf zumindest 1500 m ü. A. gelegener, welliger Talkessel, der fast allseitig von steilen, 400 bis 500 m hohen Schutthalden und Felswänden umgeben ist. Die östlichen Gipfel der Karlalm (Fölzstein, Fölzkogel und Edelspitz) bilden einen weiten Bogen westlich der Alm, im Osten erhebt sich das Plateau der Mitteralm. Der wichtigste Zugang zur Alm erfolgt vom Fölzboden im Süden, dem Talschluss eines zwischen Thörl und Aflenz Kurort beginnenden Grabens. Im Norden der Fölzalm ermöglicht der Fölzsattel eine einfache Verbindung zur Dullwitz, einem Hochtal westlich von Seewiesen.
Die Hochschwabgruppe gehört zu den Nördlichen Kalkalpen, innerhalb von deren Ostteil (in der s.g. Mürzalpendecke, Teil des Juvavikums) die sogenannte Pfaffingalm-Hochschwab-Schuppe (vgl. Tektonische Schuppe) das zentrale und tektonisch tiefste Bauelement darstellt. Im Süden wird die Pfaffingalm-Hochschwab-Schuppe von der Trenchtling-Fölzstein-Schuppe überfahren. Das dominante Gestein dieser geologischen Einheit, die auch die Fölzalm umfasst, sind verschiedene Fazies des Wettersteinkalkes und Grafensteinkalkes. Der Untergrund des Fölzalm-Kessels besteht jedoch aus Waxeneck-Dolomit (allgemeiner: Hauptdolomit). Alle genannten Gesteine tragen in unterschiedlichem Ausmaß zu der für das Hochschwabgebiet typischen Verkarstung und somit einer vorrangig unterirdischen Entwässerung bei. Am tiefsten Punkt der Alm ermöglicht verschwemmter Lehm jedoch die Ausbildung eines kleinen Tümpels. Landschaftsökologisch kann die Fölzalm als „Subalpine Karstmuldenlandschaft mit Legföhren-Almweide-Mosaiken“ charakterisiert werden.

## Die Alm
Abgesehen von einer geringen viehwirtschaftlichen Nutzung ist die Fölzalm vor allem für den Bergtourismus von Bedeutung, da sie eine gute Zwischenstation für die Besteigung der umliegenden Gipfel darstellt. Aus dem Fölzgraben ist sie in etwa zwei Stunden zu erreichen. Die steilen Wände der Mitteralm (Schartenspitze, Winkelkogel, Hofertalturm) bieten viel Potential für das Freiklettern. Herausfordernde Routen bis hin zum damals höchsten Grad VI+ der UIAA-Schwierigkeitsskala wurden in den 1930ern von Fritz Sikorovsky erstbegangen.
Am Südende der Fölzalm befinden sich zwei Hütten. Die Grasserhütte wird in der warmen Jahreszeit bewirtschaftet, die gegenüberliegende Herzerhütte wurde 2019 infolge eines Unfalls des Betreiberehepaares geschlossen.

### Name
Der Namensbestandteil „Fölz“ dürfte auf das mittelhochdeutsche Wort velze zurückgehen, das „Rinne“ bedeutet bzw. im übertragenen Sinn eine entsprechende Geländeform bezeichnen kann. Passenderweise ist Fölz ist der Name eines von Thörl nach Nordwesten führenden Tals, an dessen Ende die enge Fölzklamm liegt. Von hier aus dürfte sich der Name auf die angrenzenden Berge, die Alm und weitere Flurnamen (Fölzboden, Fölzriegel) übertragen haben.

Galerie
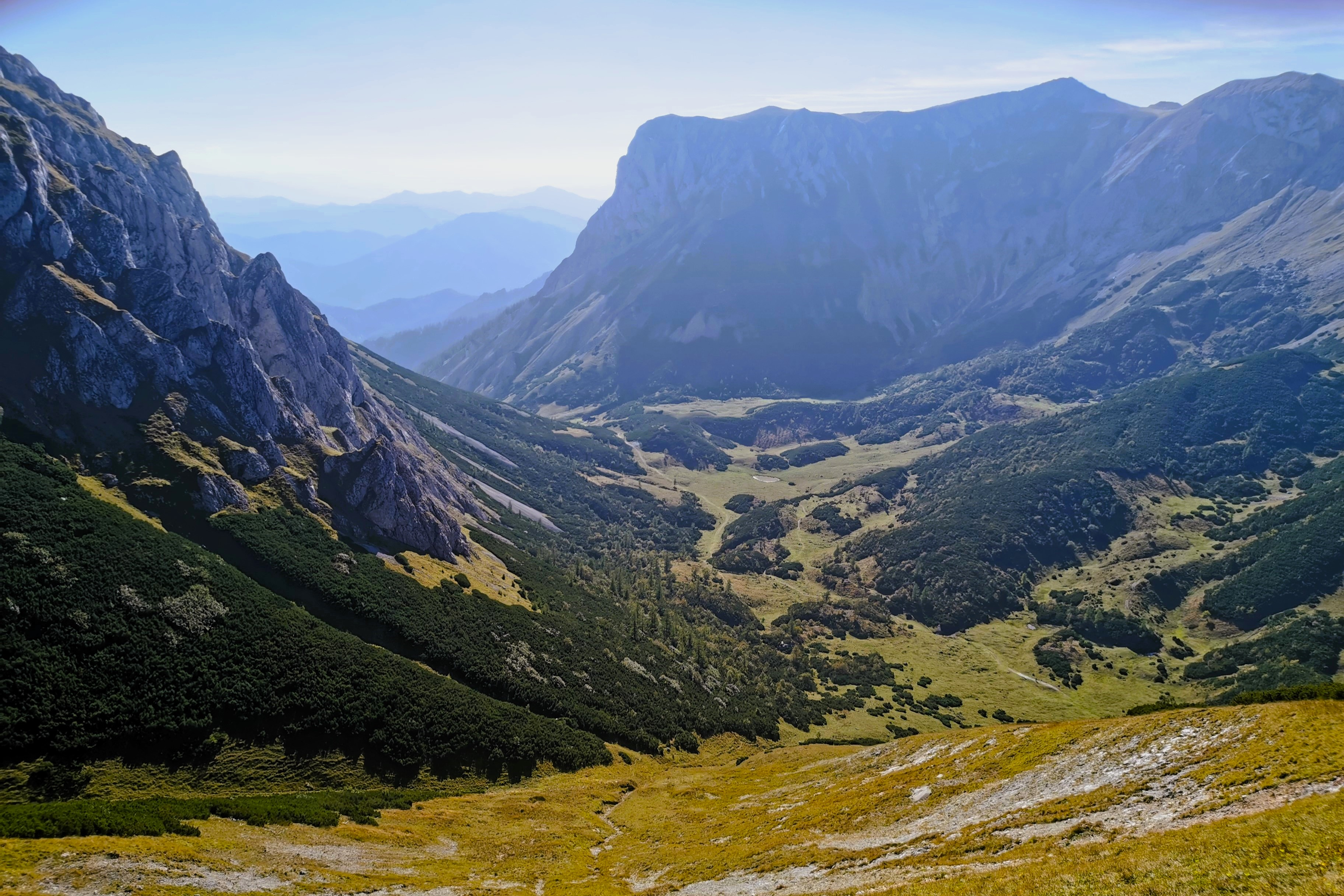
Blick von Nordosten über die Fölzalm, mittig der kleine Tümpel
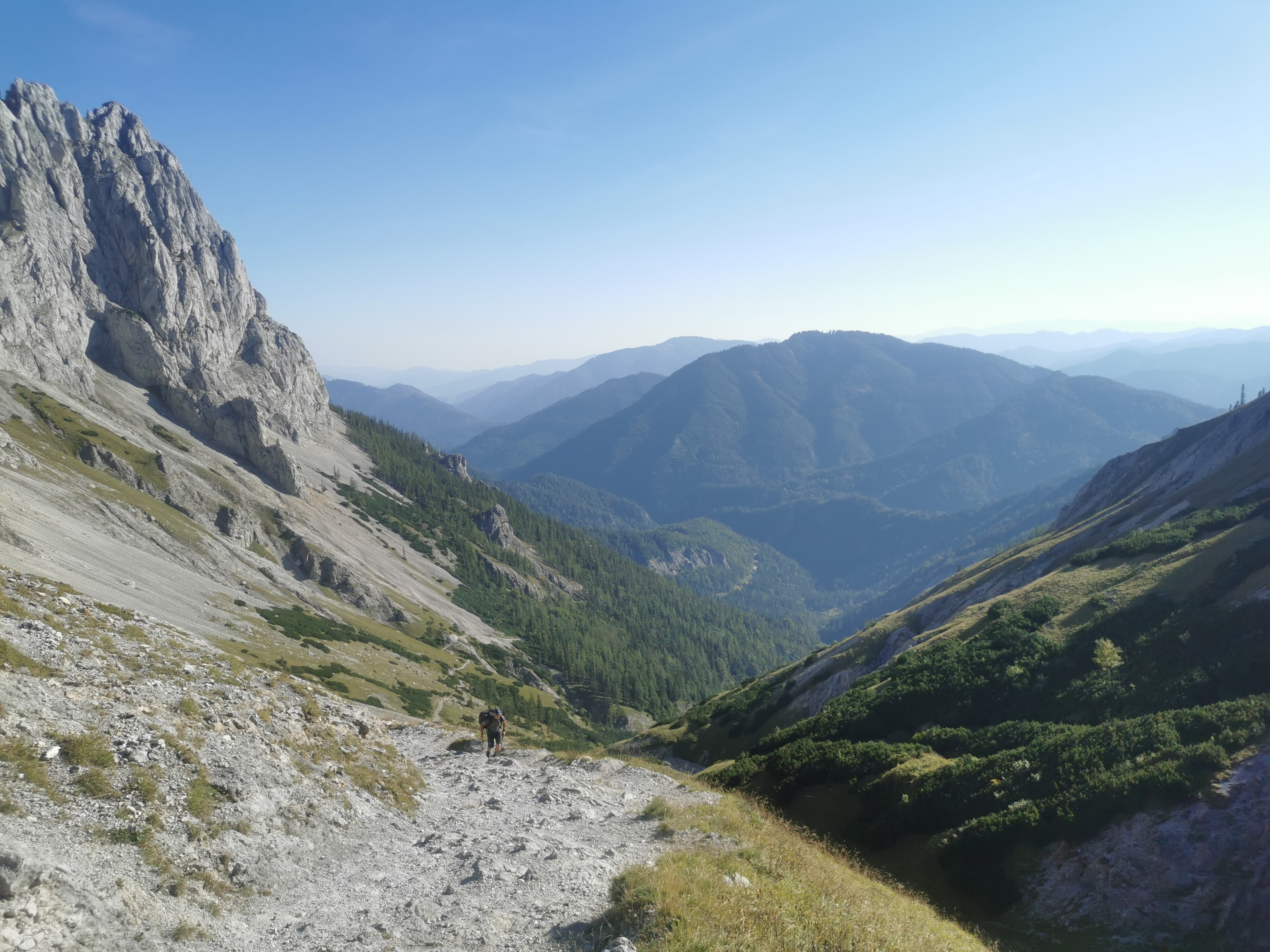
Blick vom Südende der Fölzalm hinab zum Fölzboden
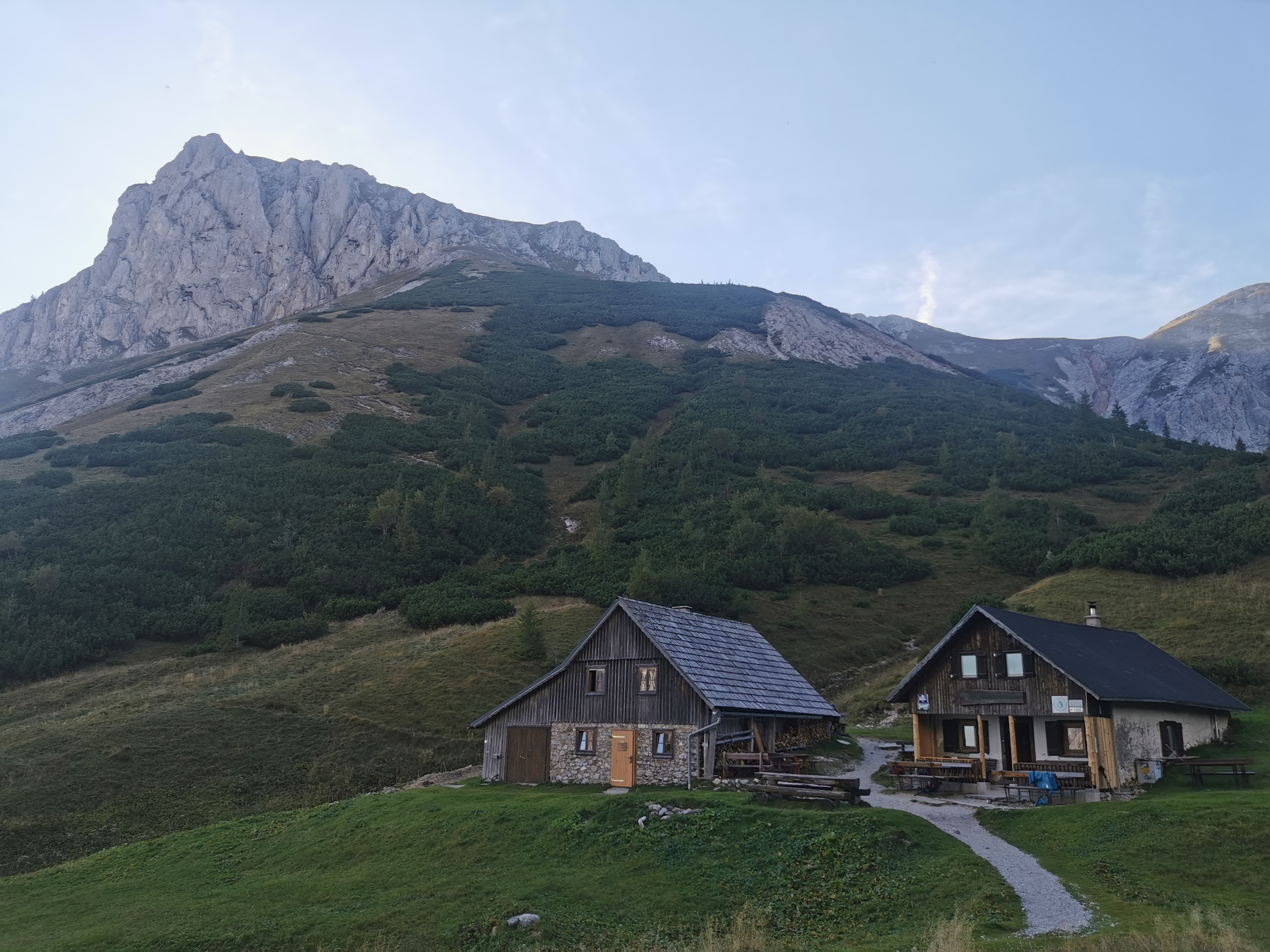
Grasserhütte, dahinter der Fölzstein
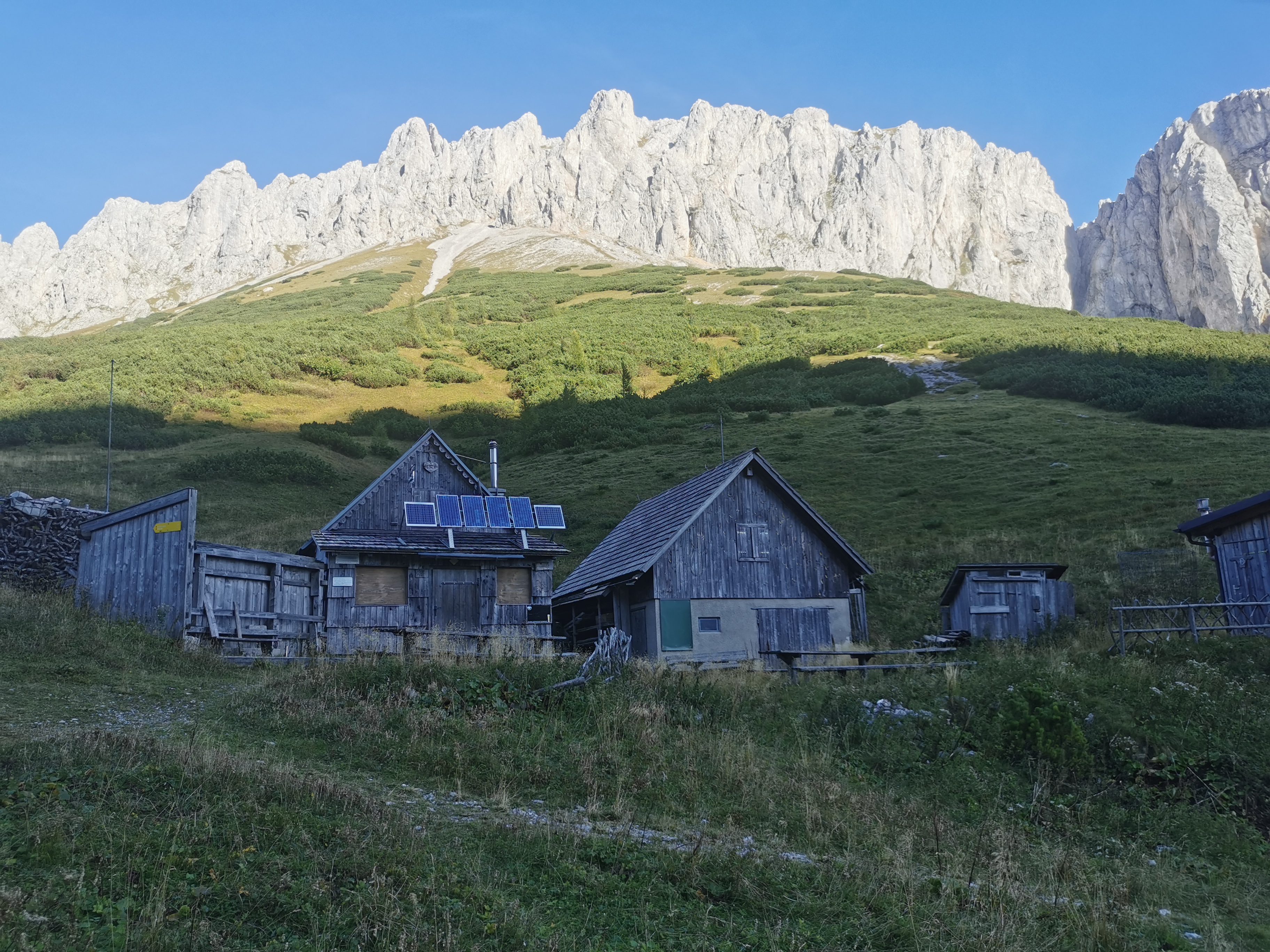
Herzerhütte, dahinter die Mitteralm